# Carlos Santana Live
Carlos Santana Live es un álbum en vivo de 2004 publicado por el guitarrista Carlos Santana como músico solista. Está compuesto principalmente de canciones que el músico popularizó con su banda, Santana.

## Lista de canciones
1. "Soul Sacrifice" (Santana/Brown/Malone/Rolie)
2. "Santana Jam" (Santana/Curcio)
3. "Evil Ways" (Henry)
4. "Medley: Let's Get Ourselves Together/Jingo" (Santana/Olantunji)
5. "Rock Me" (Curcio)
6. "Just Ain't Good Enough" (Curcio)
7. "The Way You Do to Me" (Curcio)